# Francuski nogometni savez
Francuski nogometni savez (francuski: Fédération Française de Football; FFF) je najviše nogometno tijelo u Francuskoj. Sjedište nogometnog saveza je u Parizu. Francuski nogometni savez je osnovan 7. travnja 1919. godine. Postao je članom FIFA-e 1904.[pojasniti], a članom UEFA-e 1954. godine.
Pod kontrolom Francuskog nogometnog saveza su i nacionalne reprezentacije: muška, ženska te ostale reprezentacije u mlađim kategorijama: muške U-21, U-19, U-17 i ženske U-19, U-17.

## Poveznice
- Francuska nogometna reprezentacija
- Prva francuska nogometna liga
- Druga francuska nogometna liga
- Francuski nogometni kup
- Francuski liga kup
- Francuski nogometni superkup

## Vanjski poveznice
- Službena stranica nogometnog saveza Francuske
- Francuska na službenoj stranici FIFA-e Arhivirana inačica izvorne stranice od 25. siječnja 2012. (Wayback Machine)
- Francuska na službenoj stranici UEFA-e